# هارتموت هولزابفل
هارتموت هولزابفل هو سياسي ألماني، ولد في 5 سبتمبر 1944 في Röhrda ‏ في ألمانيا. نشط حزبياً في الحزب الديمقراطي الاجتماعي الألماني. وقد انتخب عضو في برلمان هسن ‏.

## وصلات خارجية
- هارتموت هولزابفل على موقع مونزينجر (الألمانية)